# فولتا تاشيرا 2016
فولتا تاشيرا 2016 (بالإسبانية: Vuelta al Táchira 2016 )‏ هو سباق دراجات هوائية، وهو الموسم رقم 51 من السباق، وأقيم خلال الفترة 8 يناير 2016، وحتى 17 يناير 2016، وامتدّ لمسافة 1451 كيلومتر، وهو أحد سباقات فولتا تاشيرا، وقد شارك في السباق 137 متسابقاً ووصل إلى نهايته 88 متسابقاً.
فاز فيه بالمركز الأول Joseph Chavarría ‏، وبالمركز الثاني خورخي آبرو ‏، وبالمركز الثالث Yosvangs Rojas ‏، والفائز حسب ترتيب السرعة Yorman Fuentes ‏.

## الفرق
| فريق قاري محترف- أندروني جوكاتولي-سيدرمك 2016 ‏ |  |
|                                                |  |

## المراحل
| المرحلة    | التاريخ  | الدورة                                         | type         | المسافة (كم) | الفائز بالمرحلة   | القائد العام      |
| ---------- | -------- | ---------------------------------------------- | ------------ | ------------ | ----------------- | ----------------- |
| المرحلة 1  | 8 يناير  | سان كريستوبال – تاريبا، فنزويلا ‏               | مرحلة مستوية | 102٫9        | Orluis Aular ‏     | Orluis Aular ‏     |
| المرحلة 2  | 9 يناير  | روبيو                                          | مرحلة مستوية | 134٫9        | José Mendoza ‏     | José Mendoza ‏     |
| المرحلة 3  | 10 يناير | سان كريستوبال – سان كريستوبال                  | مرحلة مستوية | 115٫2        | جوناثان ساليناس   | جوناثان ساليناس   |
| المرحلة 4  | 11 يناير | Peribeca ‏ – Santa Bárbara ‏                     | مرحلة مستوية | 174٫6        | Eugenio Bani ‏     | جوناثان ساليناس   |
| المرحلة 5  | 12 يناير | – Cerro El Cristo‏                              | مرحلة مستوية | 128٫7        | Yosvangs Rojas ‏   | Yosvangs Rojas ‏   |
| المرحلة 6  | 13 يناير | Municipio Lobatera ‏ – Colonia Tovar ‏           | مرحلة مستوية | 197٫5        | Marco Zamparella ‏ | Yosvangs Rojas ‏   |
| المرحلة 7  | 14 يناير | Santa Cruz de Mora ‏ – لا غريتا ‏                | مرحلة مستوية | 168٫6        | José Mendoza ‏     | José Mendoza ‏     |
| المرحلة 8  | 15 يناير | Municipio Colón ‏ – La Fría ‏                    | مرحلة مستوية | 138٫1        | Marco Zamparella ‏ | José Mendoza ‏     |
| المرحلة 9  | 16 يناير | El Piñal, Táchira, Venezuela ‏ – Casa del Padre‏ | مرحلة مستوية | 138٫4        | José García ‏      | José Mendoza ‏     |
| المرحلة 10 | 17 يناير | Ureña, Táchira ‏ – سان كريستوبال                | مرحلة مستوية | 152٫1        | جاكسون رودريغيز   | Joseph Chavarría ‏ |

## الفائزون
| الترتيب       | الفائز            |
| ------------- | ----------------- |
| الفائز        | Joseph Chavarría ‏ |
| الثاني        | Jorge Abreu ‏      |
| الثالث        | Yosvangs Rojas ‏   |
| حسب النقاط    | Jorge Abreu ‏      |
| سباقات السرعة | Yorman Fuentes ‏   |

## وصلات خارجية
- الموقع الرسمي
- لمحة عن سباق فولتا تاشيرا 2016 على موقع  ProCyclingStats   (برو  سايكلنج  ستاتس) - إحصاءات  محترفي  الدراجات.

- فولتا تاشيرا 2016 على موقع إحصائيات الدراجات الإحترافية (الإنجليزية)
- فولتا تاشيرا 2016 في موقع Cycling Archives سايكلنج أركايفز